# Timothy Mo
Timothy Mo (Hong Kong, 30 dicembre 1950) è uno scrittore britannico.

## Vita
Nato ad Hong Kong da padre cantonese e madre inglese, studia ad Hong Kong ed in Inghilterra. Emerge negli anni ottanta come romanziere; tratta della diversità biculturale, riflettendo sia la sua educazione Anglo-Cinese, sia le sue preoccupazioni per gli effetti dell'imperialismo e del colonialismo nel sud-est asiatico, ma si concentra in particolare sulle condizioni degli immigrati. Per le sue caratteristiche può così essere collocato a pieno titolo nel gruppo degli scrittori post coloniali di fine secolo.
Per il suo romanzo The Monkey King del 1978 ha vinto nel 1979 il Geoffrey Faber Memorial Prize.

## Opere
- Il re delle scimmie (The Monkey King) (1978) - edizione italiana: Serra e Riva, 1989
- Agrodolce (Sour Sweet) (1982) - Serra e Riva, 1988
- An Insular Possession (1986)
- The Redundancy of Courage (1991)
- Brownout on Breadfruit Boulevard (1995)
- Renegade, or Halo 2 (1999), vincitore del James Tait Black Memorial Prize